# بخش فناوری کشاورزی در اسرائیل
بخش فناوری کشاورزی در اسرائیل (به انگلیسی: Agricultural technology sector in Israel)، اسرائیل یک کشور پیشرو جهانی در فناوری کشاورزی است، وفق اینکه واژه بخش فناوری کشاورزی در زبان انگلیسی به صورت مخفف agtech sector ,agrotech sector ,agritech sector مورد اشاره قرار می‌گیرد. پدیدار شدن بخش فناوری کشاورزی اسرائیلی در اسرائیل به‌طور مستقیم با شرایط منحصر به فرد محیطی و ژئوپلیتیکی اسرائیل مرتبط است. این بخش برای اولین بار در دهه ۱۹۵۰ شکل گرفت و اسرائیل به دنبال شکوفا سازی بیابان بود. ۶۰ درصد از کشور را بیابان فرا گرفته است که همین معضل، اسرائیلی‌ها را به سمت توسعه کشاورزی بیابانی ترغیب می‌کند. اسرائیل با کمبود شدید آب مواجه بود که منجر به توسعه فناوری‌هایی برای افزایش بهره‌گیری مفید از منابع در دسترس و ابداع فناوری پیشرفته کشاورزی شد.

## تاریخچه
سابقه
۶۰ درصد از کل مساحت اسرائیل بیابانی است. اسرائیل از خشکسالی مداوم و تنگنایی آب رنج می‌برد و بدین خاطر این کشور مجبور شده است تا کارخانجات آب شیرین‌کن را ایجاد و توسعه دهد تا آب دریا را به آب قابل آشامیدن تبدیل کند.
آبیاری قطره‌ای
شرکت اسرائیلی نتافیم، فناوری مدرن آبیاری قطره‌ای را به منظور بیشترین بهره‌گیری از منابع اندک آب موجود در کشور، توسعه داد.

## انقلاب صنعتی چهارم
بخش فناوری کشاورزی اسرائیل تحت آنچه که انقلاب صنعتی چهارم نام گرفت، دستخوش پیشرفت و تغییرات چشمگیری شد. انقلاب صنعتی چهارم به اتخاذ تحلیل داده‌ها و تجهیزات پیشرفته به منظور افزایش تولید و بهره‌وری اشاره دارد.

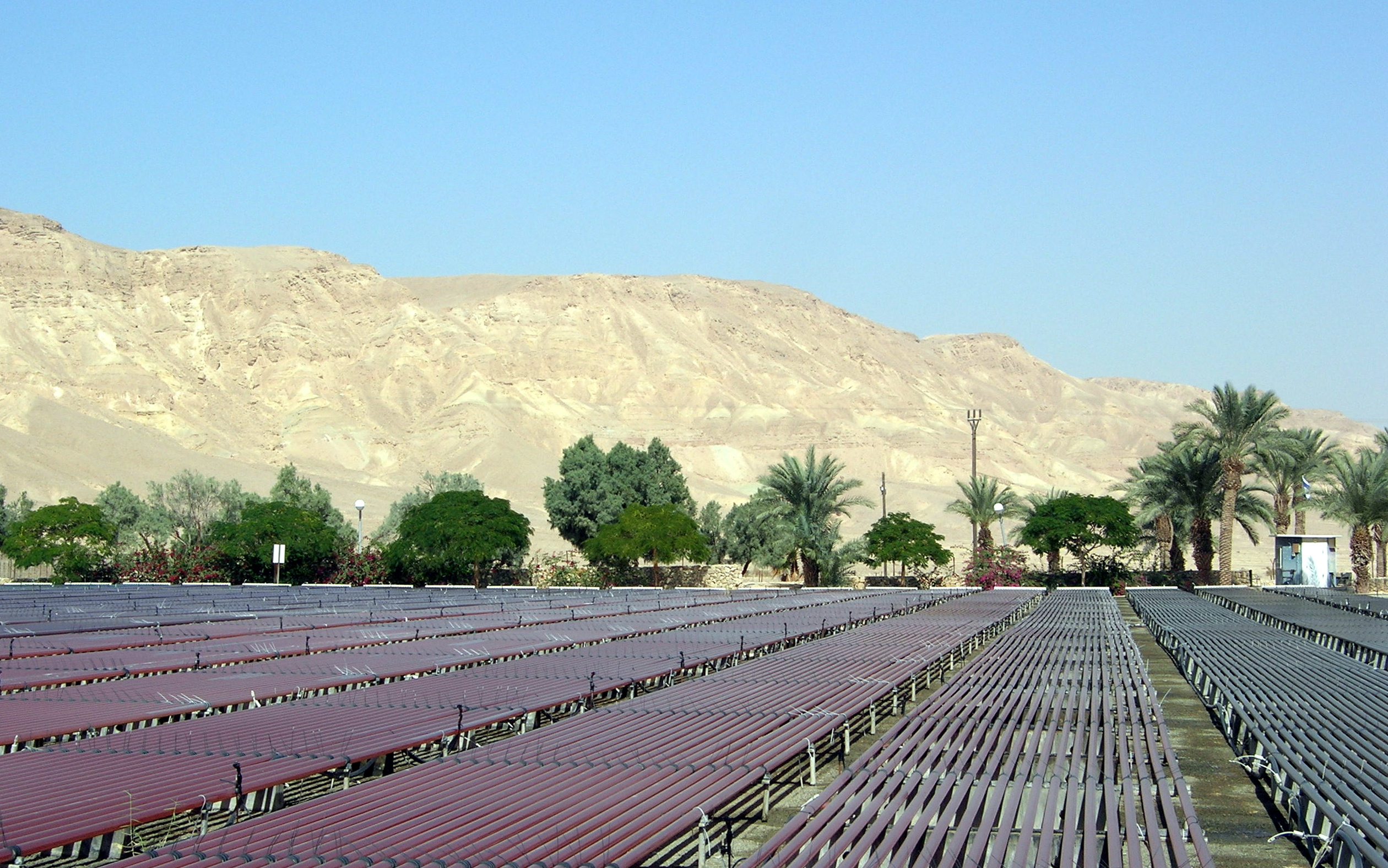
پرورش جلبک در کیبوتص کتورا

این تحولات صنعتی در اسرائیل در بخش فناوری کشاورزی هم اتفاق افتاد. در حالت کلی تغییرات اصلی در بازدهی محصول و روشهای برداشت رخ می‌دهد. اسرائیل پیشروترین کشور جهان در تولید فناوری کشاورزی در زمینه بهبود بازدهی محصول، کاهش هزینه‌های تولید و کنترل آفات است. اسرائیل بعد از ایالات متحده آمریکا، دومین قطب با اهمیت فناوری کشاورزی در جهان است.
در ماه ژانویه ۲۰۲۳، تعداد استارت‌آپ‌های بخش فناوری کشاورزی در اسرائیل، ۵۰۰ عدد بود؛ اسرائیل ۹۵ درصد از محصولات مورد نیاز کشاورزی خود را تولید می‌کند با وجود اینکه تنها ۰٫۹ درصد از نیروی کار در این بخش به فعالیت می‌پردازند و این امر تنها از طریق نوآوری‌ها در بخش کشاورزی به دست آمده است.
تکنیک‌های برداشت محصول
وسائل نقلیه خودران
تراکتورهای خودران و وسائل نقلیه بکار گرفته شده در بخش کشاورزی توسط یک استارت‌آپ اسرائیلی به نام بلووایت توسعه یافته است. این وسائل نقلیه می‌توانند به صورت کنترل از راه دور و خودگردان وظایف خود را انجام دهند.
ظرافت‌کاری مبتنی بر فناوری
نظر به کاهش گرده‌افشانی‌هایی همچون از طریق زنبورها یا اختلال در چرخه‌های طبیعی ناشی از تغییرات آب و هوایی، خدمات کشاورزی ادیته (Edete) فناوری را توسعه داد که هنگام در دسترس بودن گرده طبیعی، آنها را جمع‌آوری کرده و در بهترین زمان ممکن، به‌طور مصنوعی آنها را برای گل‌ها رها کند. این امر به محصولات و سر شاخه‌ها اجازه می‌داد تا به گرده‌افشانی کنترل نشده حشرات، که تحت تأثیر رویدادهای آب و هوایی قرار دارند، متکی نباشند و به جای آن گرده‌افشانی دستی مصنوعی کنترل شده را در دسترس قرار می‌دهد. این امر ریسک عدم وقوع گرده‌افشانی طبیعی را کاهش می‌دهد.